# Hélène Swarth
Stéphanie Hélène Swarth (Ámsterdam, 15 de octubre de 1859 - Velp, 20 de junio de 1941) fue una poetisa neerlandesa activa desde 1879 a 1938. Adquirió una buena reputación como sonetista.

## Biografía
Su padre Eduard Swarth era un mercader, que durante un tiempo fue el cónsul de Portugal en Ámsterdam, y su madre fue Maria Jacoba Heijblom. Creció en Bruselas, donde su padre trabajaba como banquero, y vivió en Malinas hasta su matrimonio con el escritor neerlandés Frits Lapidoth, matrimonio que duró desde 1894 a 1910. Este matrimonio infeliz es el tema de una monografía realizada por Jeroen Brouwers, Hélène Swarth. Haar huwelijk met Frits Lapidoth, 1894-1910 (1986).
Su debut poético lo efectuó con una colección de poemas en francés influidos por Alphonse de Lamartine, pero cambió a poemas de lengua neerlandesa siguiendo el consejo de Pol De Mont. Un admirador fue el poeta Willem Kloos quién la llamó «el canto del corazón de Holanda» y publicó sus poemas en su revista De Nieuwe Gids. Falleció en Velp el 20 de junio de 1941.

## Poesía
Tras dos colecciones en francés, publicó un volumen en neerlandés de canciones y sonetos, Eenzame bloemen (1883). Un crítico de De Gids pensaba que las canciones con frecuencia eran demasiado sentimentales -en la línea de Heinrich Heine-, pero apreció los sonetos. Conrad Busken Huet vio en su segunda colección holandesa, Blue Flowers, (1884), una poesía receptiva a la naturaleza y un espíritu femenino que haría que cualquier hombre al que eligiera como amante fuese muy feliz; un crítico De Gids vio imágenes y pensamientos interesantes en algunos de los sonetos. Lodewijk van Deyssel así mismo criticó las canciones del volumen y alabó los sonetos —hasta el punto de profetizar que su nombre sería bendecido-.
Al menos un crítico dio a toda su obra -incluyendo la antología de "Jeux Innocents"- una lectura autobiográfica: Swarth presuntamente entregó su corazón a un poeta joven pero este le fue infiel. Según Jacob Ek Jzn, esta causa particular de tristeza se nota, desde entonces, en todo su trabajo, sin llegar a ser una distracción o aburrir, ya que encontró muchas maneras y formas de expresar tanto el inicial sentimiento y su recogimiento. Swarth y su poesía figura por Ina Boudier-Bakker en su más conocida novela, De klop op de deur, como una poeta femenina sin miedo de expresar su sufrimiento por amor.

## Obras
- Fleurs du rêve (1879)
- Les printanières (1882)
- Eenzame bloemen (1883)
- Blauwe bloemen (1884)
- Beelden en stemmen (1887)
- Sneeuwvlokken ("Snow flakes", 1888)
- Rouwviolen (1889)
- Passiebloemen (1891)
- Nieuwe gedichten (1892)
- Bloesem en vrucht (1893)
- Verzen (1893)
- Blanke duiven (1895)
- Diepe wateren (1897)
- Stille dalen (1899)
- Najaarsstemmen (1900)
- Premières poésies (1902)
- Octoberloover (1903)
- Nieuwe verzen (1906)
- Avondwolken (1911)
- A. de Musset, De nachten (1912)
- M.M. de Lafayette, De prinses de Clèves (1915)
- Eenzame paden (1916)
- V. Hugo, Hernani (1918)
- Keurbundel (1919)
- Late liefde. Liederen en sonnetten (1919)
- Octobre en fleur (1919)
- Hans Bethge De Chineesche fluit (1921)
- Dagen (1924)
- Episoden (1924)
- Morgenrood (1929)
- Natuurpoëzie (1930)
- Beeldjes uit vrouwenleven (1938)
- Sorella (1942)